# Boris Meinzer

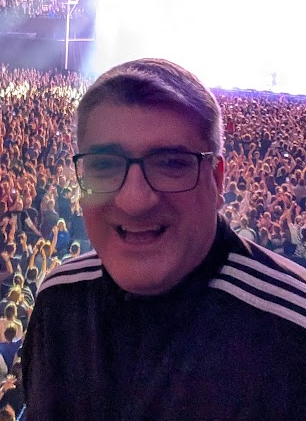
Boris Meinzer Dezember 2024

Boris Meinzer (* 3. Oktober 1973 in Karlsruhe) ist ein deutscher Comedian, freier Comedy-Autor, Produzent und zweifacher Gewinner des Deutschen Radiopreises 2019 in der Kategorie „Beste Comedy“.

## Leben
Meinzer begann seine Karriere als Comedy-Autor bei Radio Regenbogen, wechselte später zu Hit Radio FFH nach Bad Vilbel, wo er seit 2002 als Comedy-Autor und Redakteur gemeinsam mit seinem Kollegen Dirk Haberkorn für den Bereich Comedy zuständig ist.
Aus seiner Feder stammen unter anderem die Serien Der FFH-Dummfrager oder Expeditionen ins Tierreich mit Prof. Dr. Heinz Senilmann. Gemeinsam mit seinem Kollegen Dirk Haberkorn ist er auch der kreative Kopf hinter den Serien Marie aus Paris mit Evren Gezer und Die DFB-Kantine mit Johannes Scherer.
Zudem ist Boris Meinzer als Der Dummfrager auch als Bühnen-/Live-Comedian aktiv. Unter anderem war er dabei Teil der Open-Air-Reihe Comedy-Sommer im Jahr 2004 (gemeinsam mit Mario Barth, Bodo Bach, Maddin Schneider u. a.) und Comedy-Festivals im Jahr 2009 (gemeinsam mit Martin Schneider, Cindy aus Marzahn, Mundstuhl, Mike Krüger u. a.).
Im Jahr 2005 veröffentlichte Boris Meinzer gemeinsam mit Dirk Haberkorn und Johannes Scherer die CD Die DFB-Kantine.
Seit 2005 veranstaltet Boris Meinzer in seiner Heimatstadt Karlsruhe gemeinsam mit bekannten Comedy-Kollegen (u. a. Olaf Schubert, Bodo Bach, Ausbilder Schmidt u. a.) in unregelmäßigen Abständen seine eigene Comedy-Show: die „Karlsruher Comedy-Night“. Zusammen mit dem „Literatur-Comedian“ Tim Boltz und dem Mentalmagier Lars Ruth ist er außerdem Teil der Bühnenshow Unglaublich.lustig.
Boris Meinzer und Dirk Haberkorn wurden zweimal beim deutschen Radiopreis von der Grimme-Jury in der Kategorie „Beste Comedy“ ausgezeichnet (2017 für den FFH-Comedykeller und 2019 für „Achtung Alexa!“).
Die bekannteste Figur von Boris Meinzer ist „Der FFH-Dummfrager“. Seit 20 Jahren (Stand: Januar 2025) läuft er im Programm von Hit Radio FFH und gehört damit zu den langlebigsten Radio-Comedy-Serien Deutschlands. Im März 2025 erschien zum 20-jährigen Jubiläum im Societäts-Verlag das erste Dummfrager-Buch „Da steht ein Herd auf'm Flur“.